# 溝口秀勝
溝口 秀勝（みぞぐち ひでかつ）は、戦国時代から江戸時代初期にかけての武将・大名。越後国新発田藩の初代藩主。

## 生涯
天文17年（1548年）、溝口勝政の長男として尾張国中島郡西溝口村（現愛知県稲沢市西溝口町）に生まれた。幼名を竹丸、のち元服して金右衛門尉定勝と称した。
幼少時より丹羽長秀に仕えたが、天正9年（1581年）に織田信長からその才能を見出され、直臣として若狭国大飯郡高浜城（現福井県大飯郡高浜町）5,000石を与えられた。
天正10年（1582年）、本能寺の変で信長が横死した後は、羽柴秀吉（豊臣秀吉）に属した。天正11年（1583年）、賤ヶ岳の戦い後、越前国北ノ庄城に入封した丹羽長秀の与力として、加賀国江沼郡大聖寺城（現石川県加賀市大聖寺町）4万4000石を与えられた。
天正13年（1585年）4月、長秀が死去し、その長男・長重が家督を継いで北ノ庄城主となるが、閏8月、若狭に転封となり、代わって北ノ庄城に入封した堀秀政の与力として引き続き配属された（この時、秀吉より朱印状を与えられ、独立した大名となったといえる）。
天正14年11月14日（1586年11月14日）、従五位下・伯耆守に叙任され、秀吉から偏諱を受けて秀勝と改名し、豊臣姓を授与された。朝鮮派兵の際は、肥前国名護屋城を守備した。慶長3年（1598年）、越後蒲原郡新発田城（現新潟県新発田市）6万石を与えられた。
慶長5年（1600年）、関ヶ原の戦いでは東軍に与し、越後において上杉景勝が煽動する上杉遺民一揆の鎮圧に努めた。戦後、徳川家康から所領を安堵され、新発田藩初代藩主となる。
慶長15年（1610年）4月、徳川秀忠の命令で病気に倒れていた前田利長の病状を確認するため、越中国高岡城に派遣された。
慶長15年9月28日（1610年11月13日）、新発田において死去した。享年63。自らが開基した新発田城下の淨見寺に葬られた。同寺は後に寺号を「寶光寺」と改称し、新潟県新発田市諏訪町に秀勝の墓所と共に現存する。

## 系譜
- 父：溝口勝政
- 母：竹田氏
- 正室：瑞雲院 - 長井源七郎の娘
  - 男子：溝口宣勝
  - 次男：溝口善勝
  - 女子：瑞亭院 - 中院通村正室
  - 女子：藤堂高吉正室
  - 女子：土橋光景室
  - 女子：
  - 五女：糸姫、秋香院 - 溝口盛政正室

長井源七郎の娘を妻に迎え、その間に2男5女をもうけた。
なお、赤穂浪士の堀部武庸を秀勝の曾孫とする説があるが、血縁関係はない。また、信濃国小笠原氏家臣に1字違いの溝口長勝という人物がいるが、秀勝とは関係はない。